# Naka Drotské
Allen Erasmus Drotské, detto Naka (Senekal, 15 marzo 1971), è un ex rugbista a 15 e allenatore di rugby a 15 sudafricano, tallonatore, campione del mondo 1995 con gli Springbok e dal 2007 al 2015 tecnico della franchise professionistica dei Cheetahs.

## Biografia
Dal 1992 nei Free State Cheetahs, formazione provinciale di Currie Cup, esordì ancora da dilettante negli Springbok a Buenos Aires contro l'Argentina, in occasione del primo test match assoluto concesso ai Pumas; fece parte della selezione che vinse la Coppa del Mondo di rugby 1995 e divenne professionista nelle file degli Stormers, in Super 12, nel 1997.
Successivamente ai Cats (oggi Lions), fu presente anche alla Coppa del Mondo di rugby 1999 con un terzo posto finale; dopo un ulteriore biennio ai Bulls, si trasferì in Inghilterra ai London Irish nel 2001.
Con quest'ultimo club rimase tre stagioni per poi fare ritorno in Sudafrica ai Lions e disputare un'ultima stagione in Currie Cup con i Free State Cheetahs prima del ritiro.
Nel 2007, divenuto allenatore, guidò la prima squadra della franchise dei Central Cheetahs in Super Rugby e la selezione provinciale dei Free State in Currie Cup; nel giugno 2011 prolungò il suo contratto con i Cheetahs per ulteriori tre stagioni.
Durante il Super Rugby 2015 annunciò le sue dimissioni a fine torneo per dedicarsi ad altre attività.
Sotto la sua conduzione i Cheetahs giunsero per la prima volta ai play-off di Super Rugby.
Vanta anche diversi inviti nei Barbarians, il primo dei quali nel 2000.

## Vita personale
Il 30 Novembre 2018 è stato vittima di una rapina a mano armata durante la quale è stato colpito da un proiettile che lo ha costretto in terapia intensiva per poco più di un mese.

## Palmarès
- Coppe del mondo: 1
Sudafrica: 1995